# Richard Igbineghu
Richard Igbineghu (Ibadan, 1968. április 21. –) olimpiai ezüstérmes nigériai ökölvívó.

## Eredményei
- 1992-ben ezüstérmes az olimpián szupernehézsúlyban. Az elődöntőben legyőzte a bolgár Szvilen Ruszinovot, de a döntőben kikapott a kubai Roberto Baladótól.

## Profi karrierje
1994-ben kezdte profi pályafutását Richard Bango néven. Kiemelkedő eredményeket nem ért el, 19 mérkőzéséből 17-et nyert meg és kettőt vesztett el. Mindkét vereségét jó nevű ellenfelektől szenvedte el, 2004-ben az orosz Nyikolaj Valujevtől kapott ki, majd 2006-ban a szintén orosz Alekszandr Povetkin ütötte ki a második menetben.